# Mäksa
Mäksa è un comune rurale dell'Estonia meridionale, nella contea di Tartumaa. Il centro amministrativo è la località (in estone küla) di Melliste.

## Località
Oltre al capoluogo, il comune comprende altre 15 località:
Aruaia - Kaagvere - Kaarlimõisa - Kastre - Mäletjärve - Melliste - Poka - Sarakuste - Sudaste - Tammevaldma - Tigase - Vana-Kastre - Veskimäe - Võõpste - Võruküla